# Анатолий Рябов
Анатолий Павлович Рябов (16 април 1894 г., с. Лобаски – 23 май 1938 г., Саранск) е ерзянски лингвист, учител, обществен деятел, професор, автор на ерзянската азбука на латиница. Репресиран през 1938 г.

## Биография
Роден е в ерзянското село Лобаски, Лукояновски уезд, Нижегородска губерния (днес в Република Мордовия). Завършва Починовското богословско училище и Нежинския педагогически институт (1916).
Преподава филологически дисциплини в учителската семинария и педагогическия тухникум в Омск. През 1922 – 1924 г. е сътрудник в Нижегородския губернски отдел по образование, през 1924 – 1930 г. е методист в Мордовското бюро (подотдел) на Съвета на националните малцинства на РСФСР, сътрудник във Всесъюзния централен комитет за новата азбука към Съвета на националностите на Върховния съвет на СССР. Там разработва проекта на новата ерзянска азбука на латиница (1932).
В периода 1934 – 1937 г. е ръководител на катедрата по мордовски езици на Саранския агропедагогически институт.
През юни 1937 г. е арестуван. Разстрелян е година по-късно. Реабилитиран е през 1956 година.

## Научноизследователска дейност
Научноизследователската си дейност започва в средата на 1920-те години. Участва в Първата лингвистична експедиция на Академията на науките на СССР под ръководството на Д. В. Бубрих (1927), занимава се с идентифициране на диалектната основа на ерзянския литературен език.
От началото на 1930-те години сътрудничи на професора-лингвист Е. Поливанов, което повлиява на развитието на научните му възгледи. Заедно с него пише книгата „Систематична описателна граматика на ерзя-мордовския език“, която остава неотпечатана. В архивите на Академията на науките на Чехия (Прага) се съхраняват 2 раздела от книгата.
В областта на мордовското езикознание Рябов е също така известен и като автор на произведенията: „Мордовские окончания 1 и 2 pluralis praesents в безобъектном спряжении“, „О мордовских образованиях nomina tewus pluralis типа kile’k „берёзы““ (в сб.: Доклады АН СССР, 1928 г.), „К вопросу об обозначении палатализации в новом алфавите“ (в списание „Революция и письменность“, 1932 г., № 4 – 5), „Об ударении в эрзя-мордовском языке“ (в списание „Революция и письменность“, 1932 г., № 4 – 5), „Итоги языковых конференций Мордовии (1933 – 1935)“ (в списание „Революция и письменность“, 1936 г., № 2).

## Постижения в мордовската лингвистика
Рябов работи върху създаването на единни норми на литературния ерзянски език. Подготвя 2 проекта на ерзянския правопис.
Изнася речи и доклади по проблемите на правописа, морфологията и терминологията на ерзянския език на 1-ва (1933), 2-ра (1934) и 3-та (1935) научни конференции в Саранск.
Придава голямо значение на проблемите на преподаването в мордовските национални училища, като им предоставя методическа литература.
Той е автор и съавтор на „Валдо чи“ (1925), „Лисьма пря: Букварде мейле ловнома книга“ (1926); учебното пособие „Уроци по ерзянски език“; училищните учебници „Эрзянь келень грамматика (Морфология)“ (1933), „Эрзянь келень грамматика (Синтаксис)“ (1934); двуезичните речници „Эрзянь-рузонь валкске“ (1930), „Рузонь-эрзянь валкске“ (1931).
Рябов разработва и изнася в Саранския агропедагогически институт курс за съвременния ерзянски книжовен език.